# محمد خير أبو حرب
محمد خير أبو حرب (1341- 1330 هـ/ 1922 - 2009 م)، باحث لغوي ومربٍ سوري، صاحب المعجم المدرسي. 

## سيرته
وُلد محمد خير أبو حرب في منطقة سبع طوالع بحي العمارة العريق بدمشق بجوار الجامع الأموي عام 1341هـ/ 1922م.
نشأ في كنف أسرة دمشقية انتهت إليها مشيخة المؤذنين في جامع بني أمية، وأبوه هو: محمد نعيم بن محمد خير بن محمد بن حسن، المتوفي سنة 1963م (1383هـ).
انتسب محمد خير أبو حرب إلى كلية الآداب بالجامعة السورية (جامعة دمشق) حاليًا، وتخرج فيها، ثم نال شهادة دبلوم تربية وتعليم من كلية التربية، ليبدأ مشواره الطويل في سلك التدريس. بدأ مدرسًا في ثانوية التجهيز (جودة الهاشمي) لسنوات، ثم رُقي إلى مدير لثانوية عباس محمود العقاد.
اختير عضوًا في لجنة الامتحانات، ولجنة المعاجم بوزارة التربية السورية. وهناك شارك في وضع الكتب المدرسية لمراحل التعليم المختلفة، وأهمها: المعجم المدرسي الذي بدأ العمل فيه بمشاركة الأساتذة: مطيع البيلي، وقدري الحكيم، ومحمد نديم عدي، ثم انفرد بالعمل فيه، وأتمَّه في 1183 صفحة من الحجم الكبير (صدرت طبعته الأولى سنة 1985م، وطبعته الثانية سنة 2007).
في سنواته الأخيرة كان منكبًّا على معجمه الجديد (معجم أبو حرب) أكثر من 17 سنة، وأنجزه في 3800 صفحة مخطوطة من الحجم الكبير، وتوفي قبل أن يُجهِّزه للمطبعة، ثم باع ابنه مؤنس أبو حرب حقوق العمل لمركز البيروني في أكتوبر 2010.

## مؤلفاته
ألَّف، بالاشتراك مع آخرين: 
1. «قراءتي» للصف الرابع الابتدائي.[4]
2. «النصوص الأدبية» للصف الثاني الإعدادي.
3. «النصوص الأدبية» للصف الثالث الإعدادي.[5]
4. «القواعد» للصف الأول الإعدادي.
5. «القواعد» للصف الثاني الإعدادي.
6. «مبادئ النحو والإملاء» للصف السادس الابتدائي، تعديل.
7. «المعجم المدرسي» في 1183 صفحة من القطع الكبير، صدرت طبعته الأولى عام 1985، وطبعته الثانية عام 2007. بدأ العمل فيه بمشاركة الأساتذة: مطيع الببيلي، وقدري الحكيم، ومحمد نديم عدي، ثم انفرد بإكماله.

## وفاته
توفي في دمشق، يوم الخميس 26 من المحرَّم 1430هـ الموافق 22 يناير(كانون الثاني) 2009م.

## وصلات خارجية
- اللغوي المربي محمد خير أبو حرب، صاحب (المعجم المدرسي).
- نظرة في مصطلحات المعجم المدرسي من مجلة مجمع اللغة العربية الأردني.